# Boda (Selurinačka mikroregija, Mađarska)
Boda je selo u južnoj Mađarskoj.
Zauzima površinu od 15,42 km četvorna.

## Zemljopisni položaj
Nalazi se na 46° 5' sjeverne zemljopisne širine i 18° 3' istočne zemljopisne dužine. 
Bakonya je 1,5 km istočno, Čerkut je 5 km istočno, Kővágótöttös je 3 km istočno, Čerda je 3,5 km zapadno, Eleš je 5 km zapadno, kotarsko sjedište Selurinac je 4,5 km jugozapadno, Bikeš je 3,5 km sjeverozapadno, Tević je 4 km sjeverno, Bičir je 5 km jug-jugoistočno, a Szabadszentkirály je 6 km jug-jugozapadno.

## Upravna organizacija
Upravno pripada Selurinačkoj mikroregiji u Baranjskoj županiji. Poštanski broj je 7672. 

## Stanovništvo
Boda ima 425 stanovnika (2001.). Stanovnici su Mađari. Više od tri četvrtine stanovnika su katolici, a 2% su kalvinisti.

## Partnerstva i bratimstva
- Holzleithen
- Kaangan
- Racu

## Vanjske poveznice
- Boda na fallingrain.com